# Aut Erickson
Autry Raymond "Aut" Erickson, född 25 januari 1938, död 21 augusti 2010, var en kanadensisk professionell ishockeyback som tillbringade sju säsonger i den nordamerikanska ishockeyligan National Hockey League (NHL), där han spelade för Boston Bruins, Chicago Black Hawks, Toronto Maple Leafs och California/Oakland Seals. Han producerade 573 poäng (278 mål och 295 assists) samt drog på sig 667 utvisningsminuter på 767 grundspelsmatcher.
Erickson spelade också för Saskatoon Quakers, Saskatoon/St. Paul Regals, Calgary Stampeders, Victoria Maple Leafs och Phoenix Roadrunners i Western Hockey League (WHL) och Buffalo Bisons och Pittsburgh Hornets i American Hockey League (AHL).
Han vann Stanley Cup för säsongen 1966–1967.

## Statistik
| 1954–1955  | Lethbridge Native Sons    | WCJHL      | 39  | 3  | 2  | 5   | 54  | 11 | 0  | 2 | 2  | 2  |
| 1955–1956  | Lethbridge Native Sons    | WCJHL      | 47  | 6  | 14 | 20  | 75  | 11 | 6  | 2 | 8  | 14 |
|            | Saskatoon Quakers         | WHL        | 1   | 0  | 0  | 0   | 0   | —  | —  | — | —  | —  |
| 1956–1957  | Prince Albert Mintos      | SJHL       | 49  | 12 | 15 | 27  | 159 | 13 | 4  | 5 | 9  | 4  |
| 1957–1958  | Prince Albert Mintos      | SJHL       | 47  | 14 | 32 | 46  | 108 | 6  | 0  | 4 | 4  | 7  |
|            | Saskatoon/St. Paul Regals | WHL        | 2   | 0  | 0  | 0   | 0   | —  | —  | — | —  | —  |
|            | Regina Pats               | SJHL       | —   | —  | —  | —   | —   | 16 | 6  | 8 | 14 | 16 |
| 1958–1959  | Calgary Stampeders        | WHL        | 62  | 4  | 15 | 19  | 93  | 8  | 0  | 1 | 1  | 4  |
| 1959–1960  | Boston Bruins             | NHL        | 58  | 1  | 6  | 7   | 29  | —  | —  | — | —  | —  |
| 1960–1961  | Boston Bruins             | NHL        | 68  | 2  | 6  | 8   | 65  | —  | —  | — | —  | —  |
| 1961–1962  | Buffalo Bisons            | AHL        | 64  | 7  | 23 | 30  | 88  | 11 | 1  | 1 | 2  | 6  |
| 1962–1963  | Chicago Black Hawks       | NHL        | 3   | 0  | 0  | 0   | 8   | —  | —  | — | —  | —  |
|            | Buffalo Bisons            | AHL        | 68  | 3  | 19 | 22  | 97  | 12 | 0  | 4 | 4  | 25 |
| 1963–1964  | Chicago Black Hawks       | NHL        | 31  | 0  | 1  | 1   | 34  | 6  | 0  | 0 | 0  | 0  |
|            | Buffalo Bisons            | AHL        | 34  | 3  | 13 | 16  | 36  | —  | —  | — | —  | —  |
| 1964–1965  | Pittsburgh Hornets        | AHL        | 64  | 3  | 19 | 22  | 94  | 4  | 0  | 0 | 0  | 6  |
| 1965–1966  | Victoria Maple Leafs      | WHL        | 65  | 7  | 14 | 21  | 109 | 14 | 1  | 5 | 6  | 10 |
| 1966–1967  | Toronto Maple Leafs       | NHL        | —   | —  | —  | —   | —   | 1  | 0  | 0 | 0  | 2  |
|            | Victoria Maple Leafs      | WHL        | 70  | 8  | 28 | 36  | 76  | —  | —  | — | —  | —  |
| 1967–1968  | California/Oakland Seals  | NHL        | 65  | 4  | 11 | 15  | 46  | —  | —  | — | —  | —  |
| 1968–1969  | Phoenix Roadrunners       | WHL        | 68  | 8  | 29 | 37  | 83  | —  | —  | — | —  | —  |
| 1969–1970  | Oakland Seals             | NHL        | 1   | 0  | 0  | 0   | 0   | —  | —  | — | —  | —  |
|            | Phoenix Roadrunners       | WHL        | 58  | 22 | 23 | 45  | 40  | 18 | 10 | 4 | 14 | 24 |
| NHL totalt | NHL totalt                | NHL totalt | 226 | 7  | 24 | 31  | 182 | 7  | 0  | 0 | 0  | 2  |
| AHL totalt | AHL totalt                | AHL totalt | 230 | 16 | 74 | 90  | 315 | 27 | 1  | 5 | 6  | 37 |
| WHL totalt | WHL totalt                | WHL totalt | 286 | 27 | 90 | 117 | 369 | 22 | 1  | 6 | 7  | 14 |